# Limenitis lyncides
Limenitis lyncides is een vlinder uit de onderfamilie Limenitidinae van de familie Nymphalidae. De wetenschappelijke naam van de soort is voor het eerst geldig gepubliceerd in 1859 door William Chapman Hewitson.